# Cicurina loftini
Cicurina loftini är en spindelart som beskrevs av James Cokendolpher 2004. Cicurina loftini ingår i släktet Cicurina och familjen kardarspindlar. Inga underarter finns listade i Catalogue of Life.